# Sami, der Seefahrer
Sami, der Seefahrer ist eine österreich-ungarisch-deutsche Stummfilm-Burleske aus dem Jahre 1916 von Carl Wilhelm mit Heinrich Eisenbach, der auch die Vorlage verfasste, in der Titelrolle.

## Handlung
Sami Goldring hat ein Hobby, das seine Umgebung allmählich zu nerven beginnt. In jeder freien Minute gibt er sich dem Cowboy-und-Indianer-Spiel hin, da er alles, was den „Wilden Westen“ und vor allem das Indianerleben betrifft, über alle Maßen verehrt. Seine dazugehörige Sammlung hat bereits große Ausmaße angenommen, und seine Indianer-Leidenschaft führt dazu, dass sich Sami regelmäßig zum Abendessen verspätet. Samis Unpünktlichkeit führt dementsprechend gern mal zu dem einen oder anderen handfesten und lautstarken Familienkrach. Auch in seinen mittlerweile recht rauen Manieren spiegelt sich seine Wildwest-Passion wider. Und bald wehrt sich Sami auch gegen die Vorstellung, dass ein Jude wie er ständig nur Hosenträger verkaufen soll, wenn man auch auf Goldsuche wie weiland am Klondike gehen kann.
Samis Wildwest-Flausen führen nun allmählich auch zu einem schweren Zerwürfnis mit dem Schwiegervater und mit Onkel Jonas, der bald derartige Formen annimmt, dass die Polizei einrücken muss und sämtliche männliche Mitglieder von Sami Goldsrings Familie in Haft nimmt. Während der Schwiegervater und der Onkel bald wieder auf freien Fuß gesetzt werden, müssen Sami und sein Diener Abeles noch eine Weile hinter Gittern ausharren. Als beide wieder freigelassen werden, geht daheim der Ärger wieder los. Der Schwiegervater beginnt Sami derart zu drangsalieren, dass dieser mit seinem Diener Abeles Reißaus nimmt und sich in den Wienerwald absetzt, um sich dort ganz seiner Vorstellung von Wildwest-Romantik hinzugeben.
Nur anfänglich erweist sich das Leben auf freier Wildbahn so romantisch wie angenommen. Sami muss für das leibliche Wohl sorgen und „erlegt“ ein Hühnchen. Der Schwiegervater ist derweil den beiden Zivilisationsflüchtlingen auf der Spur und entführt diese aus dem Wald mithilfe des Schauspielers Rosé. Man fährt kreuz und quer umher, um Sami und Abele bezüglich des Entführungszieles zu täuschen. Am Hafen angekommen, nimmt sie ein gewisser Kapitän Sturmvogel in Empfang und bringt sie auf sein Schiff, wo aus Sami Goldring schließlich “Sami, der Seefahrer” wird. Um der geborenen „Landratte“ Sami glauben zu machen, man befände sich auf hoher See, müssen nun angeheuerte Männer das Schiff ständig hin und her schaukeln. Prompt leiden Sami und Abele unter heftiger Seekrankheit, sodass sie einer ärztlichen Behandlung bedürfen. Man verabreicht ihnen ein Schlafmittel und bringt sie von Bord. Als Herr und Diener wieder erwachen, befinden sie sich erneut im Wald. Diesmal aber beugt sich ein Indianer über sie und fordert beide Männer auf, mit ihrem Leben abzuschließen und ein letztes Gebet zu sprechen. Er gedenke nämlich, Sami und Abele in die „ewigen Jagdgründe“ zu senden. 
Jetzt endlich hat Sami sein Abenteuer, und todesmutig stürzen sich er und Abele auf die falsche Rothaut. Die beiden Freizeitabenteurer entkommen ihrem Häscher, geraten dann aber beinah in die Tatzen eines Bären. Man flieht auf einen Baum, da droht schon die nächste Gefahr: Ein Indianerstamm hat sich angeschlichen, und der lässt Sami und Abele glauben, sie gehören einem Menschenfresserstamm an. Nachdem sie in die Hände der „Wilden“ geraten sind, müssen Sami und sein treuer Diener glauben, dass ihr letztes Stündlein geschlagen hat. Da tauchen plötzlich Samis Schwiegermutter und Onkel Jonas auf. Sie sind gekommen, um beide heimzuholen, denn Samis Frau Röschen ist mittlerweile krank vor Sorge. Der ganze Indianerspuk, den Rosé und sein Auftraggeber, der Schwiegervater, diesmal im Prater auf die Beine gestellt haben, stellt sich als großer Schwindel, als eine aufwändige Inszenierung, heraus, mit dem Ziel, Sami endlich von seiner Wildwest-Manie zu heilen. Reuevoll kehrt dieser zu seinem Röschen zurück.

## Produktionsnotizen
Sami, der Seefahrer entstand mit Außenaufnahmen Mitte 1916 im Wiener Winterhafen und wurde am 8. Dezember 1916 in der k.u.k.-Hauptstadt uraufgeführt. Die Länge des Vierakters betrug etwa 1500 Meter.
Arnold Pressburger übernahm die Produktionsleitung.

## Kritiken
In Wiens Kinematographische Rundschau heißt es: „Ein Schlager-Lustspiel ersten Ranges, in dem der beliebte Komiker Heinrich Eisenbach … eine das Zwerchfell erschütternde Leistung vollbringt. Szenen von unbeschreiblicher Komik lösen ungehemmte Lachsalven aus. (…) Eine geschickte Regie hat nichts verabsäumt, was ein solcher Film erheischt und hat auch nicht mit Menschenmaterial gespart, wodurch sich ein ungeheuer bewegtes Leben und Treiben bemerkbar macht.“
In Wiens Neue Freie Presse war in der Ausgabe vom 8. Dezember 1916 zu lesen: „Die … Burleske … ist wohl das lustigste, was seit langem gebracht wurde. In erster Linie ist es Eisenbach, dessen Leistung von zwerchfellerschütternder Wirkung begleitet ist.“